# 法尼亞諾湖
法尼亞諾湖（西班牙語：Lago Fagnano）是智利和阿根廷的湖泊，位於火地群島主島，長104公里、寬6公里，面積約600平方公里，海拔高度140米，平均水深70米，最大水深204米，蓄水量41立方公里。